# 1. Bundesliga (femminile, Germania)
La 1. Bundesliga è la massima serie del campionato tedesco femminile di pallavolo: al torneo partecipano dodici squadre di club tedesche e la squadra vincitrice si fregia del titolo di campione di Germania.

## Albo d'oro
| Anno             | Podio         | Podio            | Podio         |
| Campione         | Seconda       | Terza            |               |
| ---------------- | ------------- | ---------------- | ------------- |
| 1991-92 Dettagli | Münster       | CJD Feuerbach    | CJD Berlin    |
| 1992-93 Dettagli | CJD Berlin    | Münster          | Schweriner    |
| 1993-94 Dettagli | CJD Berlin    | Schweriner       | Münster       |
| 1994-95 Dettagli | Schweriner    | Münster          | CJD Berlin    |
| 1995-96 Dettagli | Münster       | CJD Berlin       | Schweriner    |
| 1996-97 Dettagli | Münster       | Schweriner       | DJK Karbach   |
| 1997-98 Dettagli | Schweriner    | Münster          | CJD Berlin    |
| 1998-99 Dettagli | Dresdner      | Bayer Leverkusen | DJK Karbach   |
| 1999-00 Dettagli | Schweriner    | Münster          | DJK Karbach   |
| 2000-01 Dettagli | Schweriner    | Münster          | DJK Karbach   |
| 2001-02 Dettagli | Schweriner    | Dresdner         | DJK Karbach   |
| 2002-03 Dettagli | Ulm           | Münster          | Fischbek      |
| 2003-04 Dettagli | Münster       | Bayer Leverkusen | Schweriner    |
| 2004-05 Dettagli | Münster       | Vilsbiburg       | Dresdner      |
| 2005-06 Dettagli | Schweriner    | Vilsbiburg       | Dresdner      |
| 2006-07 Dettagli | Dresdner      | Schweriner       | Suhl          |
| 2007-08 Dettagli | Vilsbiburg    | Dresdner         | Schweriner    |
| 2008-09 Dettagli | Schweriner    | Vilsbiburg       | Dresdner      |
| 2009-10 Dettagli | Vilsbiburg    | Wiesbaden        | Schweriner    |
| 2010-11 Dettagli | Schweriner    | Dresdner         | -             |
| 2011-12 Dettagli | Schweriner    | Dresdner         | -             |
| 2012-13 Dettagli | Schweriner    | Dresdner         | -             |
| 2013-14 Dettagli | Dresdner      | Vilsbiburg       | -             |
| 2014-15 Dettagli | Dresdner      | MTV Stoccarda    | -             |
| 2015-16 Dettagli | Dresdner      | MTV Stoccarda    | -             |
| 2016-17 Dettagli | Schweriner    | MTV Stoccarda    | -             |
| 2017-18 Dettagli | Schweriner    | MTV Stoccarda    | -             |
| 2018-19 Dettagli | MTV Stoccarda | Schweriner       | -             |
| 2019-20 Dettagli | Non assegnato | Non assegnato    | Non assegnato |
| 2020-21 Dettagli | Dresdner      | MTV Stoccarda    | -             |
| 2021-22 Dettagli | MTV Stoccarda | Potsdam          | -             |
| 2022-23 Dettagli | MTV Stoccarda | Potsdam          | -             |
| 2023-24 Dettagli | MTV Stoccarda | Schweriner       | -             |

## Palmarès
| Squadra       | Titolo | Stagione                                                                                                   |
| ------------- | ------ | --- |
| Schweriner    | 12     | 1994-95, 1997-98, 1999-00, 2000-01, 2001-02, 2005-06, 2008-09, 2010-11, 2011-12, 2012-13, 2016-17, 2017-18 |
| Dresdner      | 6      | 1998-99, 2006-07, 2013-14, 2014-15, 2015-16, 2020-21                                                       |
| Münster       | 5      | 1991-92, 1995-96, 1996-97, 2003-04, 2004-05                                                                |
| MTV Stoccarda | 4      | 2018-19, 2021-22, 2022-23, 2023-24                                                                         |
| CJD Berlin    | 2      | 1992-93, 1993-94                                                                                           |
| Vilsbiburg    | 2      | 2007-08, 2009-10                                                                                           |
| Ulm           | 1      | 2002-03 |